# Pierre Piganiol
Pour les articles homonymes, voir Piganiol.
Pierre Piganiol, né le 10 janvier 1915 à Chambéry et mort le 27 janvier 2007 à Paris, est un chimiste français. Il participa au développement de la politique scientifique française.

## Biographie
Il est le fils d'André Piganiol (1883-1968), professeur au Collège de France, et de Germaine Blanchard.
Il entre à l'École normale supérieure en 1934 et obtient l'agrégation de sciences physiques en 1938.
En 1941 il cofonde le réseau Vélite-Thermopyles.
Il se consacra notamment à la recherche : de 1947 à 1975 recruté par Elie d'Oissel comme directeur de la recherche dans la Compagnie de Saint-Gobain, de 1958 à 1967 il fut délégué général au Comité consultatif de la recherche scientifique et technique (CCRST) dont il devient par la suite président à la demande du général de Gaulle et qu'il transforme en Délégation générale à la recherche scientifique et technique (DGRST).
Il se consacre également à diverses instances et associations telles que le conseil d'administration de l'Institut national de la recherche agronomique (INRA) dont il est président de 1965 à 1972, ou encore la présidence de l'association Futuribles International de 1972 à 1976.
Décorations :
A titre militaire : Commandeur de la Légion d'honneur, Médaille de la Résistance, Croix de guerre belge, King's Medal for Courage.
A titre civil : Commandeur de l'ordre national du Mérite, Commandeur des Palmes académiques, Officier du Mérite agricole. 

## Publications
- Piganiol, M. Pierre, L’Essor des Recherches Spatiales en France: Première rencontre de l'I. F. H. E.. "Des Premières Expériences Scientifiques aux Premiers Satellites". Conference held October 24-25, 2000, in Paris. Edited by Brigitte Schürmann. European Space Agency, ESA SP-472, 2001.  (ISBN 92-9092-729-1)
- Piganiol Pierre, Villecourt Louis, Pour une politique scientifique, Flammarion, 1963, 299p.
- Piganiol Pierre, Maîtriser le progrès, R. Laffont-Gonthier, 1968, 346p.